# Textinterpretation
Unter Textinterpretation versteht man den über die bloße Textbeschreibung hinausgehenden Versuch, die Bedeutung eines Textes, mit ihm verbundene Wirkungsabsichten und anderes zu erschließen. Sie wird gewöhnlich auf literarische Texte angewandt (Epik, Drama, Lyrik), aber auch Gebrauchstexte (z. B. kommerzielle Inserate) können durch eine Textinterpretation in ihrer Bedeutung und anderen Aspekten erschlossen werden.
Hingegen erfolgt bei religiösen Texten eine Auslegung und keine Interpretation. Im Gegensatz zur Interpretation setzt die Exegese eine entsprechende Ausbildung voraus.
In der Soziologie gibt es auch Methoden der Analyse und Interpretation von Texten, die den literaturwissenschaftlichen Methoden zum Teil verwandt sind, siehe Textanalyse.

## Textinterpretation in der Schule
Gewöhnlich folgt die schriftliche Textinterpretation, die in der Schule gelehrt wird, einem festgelegten Schema in sechs Schritten (argumentierendes Interpretieren):
1. Einleitung: Der Inhalt, Autor des Textes, das Erscheinungsjahr und die Wirkungsabsichten des Textes werden in einem einzigen Satz, manchmal auch zweien, wiedergegeben. Auch wird der Leser zum Thema des Textes hingeführt.
2. Inhaltsangabe: Der Inhalt des Textes wird verkürzt wiedergegeben. Dabei wird weniger auf Details geachtet; wichtiger ist der Verlauf der Erzählung, die wichtigsten Charaktere und die wesentlichen Ereignisse.
3. Interpretationshypothese: Sie soll das eigene Textverständnis erklären und kurz skizzieren, welches Ziel die Interpretation hat.
4. Formale Analyse: Der Text wird vor allem auf Besonderheiten der Wortwahl, Formen des Satzbaus und der Satzverknüpfungen und auf sprachliche Bilder hin analysiert.
5. Interpretation: Der Text wird entsprechend der Interpretationshypothese gedeutet. Wichtig sind dabei Zitate entscheidender Textstellen, die die Hypothese belegen. Auch auf sprachliche Stilmittel kann hingewiesen werden.
6. Schluss: Der Schluss besteht meist aus einer zusammenfassenden Bewertung der eigenen Hypothese.

Es gibt noch die Form des paraphrasierenden Interpretierens. Hierunter wird eine Interpretation verstanden, die sich eng an den Text hält und ihn schrittweise erklärt. Der Aufbau der Interpretation entspricht dabei auch dem Aufbau des zu interpretierenden Textes selbst. Beispiel: Bei einer Gedichtinterpretation wird zuerst die erste, dann die zweite, dann die dritte Strophe usw. interpretiert. Die Ergebnisse der Analyse werden am Schluss zusammengefasst.
Für die Interpretation eines erzählenden Textes ist ein dreistufiger Aufbau üblich:
1. Die Einleitung beschreibt die wichtigsten Fakten über den Autor und die Handlung der Erzählung.
2. Im Hauptteil geht es um die inhaltlichen, formalen, biografischen und historischen Aspekte des Textes. Diese werden genannt, beschrieben, erläutert und interpretiert. Zu den inhaltlichen Aspekten: Die Handlung wird chronologisch kurz wiedergegeben. Charaktere und deren Beziehungen werden erläutert. Die wichtigsten formalen Merkmale des Textes sind die Erzählperspektive, der Aufbau der Erzählung und die sprachliche Gestaltung. Inhalt und Form können mit anderen Werken desselben Autors oder themenverwandten Texten anderer Autoren verglichen werden. Inhaltlich kann Bezug auf die Biographie des Autors genommen werden. Ferner werden die Zeit und der Ort der Handlung als auch der Entstehungsgeschichte des Textes in den geschichtlichen Hintergrund gesetzt. Alle Angaben sollten mit Zitaten des Textes samt Seiten-, Zeilen- oder Verszahl belegt werden.
3. Der Schlussteil übernimmt die Funktion eines Fazit, also einer wertenden Zusammenfassung.

## Textinterpretation in der Literaturwissenschaft
Textinterpretation ist ein wichtiger Arbeitsbereich der Literaturwissenschaft. Die Methodenlehre der Interpretation wird Hermeneutik genannt. Neben der Hermeneutik gibt es zahlreiche weitere Methoden und Theorien zur Interpretation von Texten. Diese Methoden versuchen auf unterschiedliche Weise, den Schritt vom Text zur Interpretation methodisch anzuleiten. Eine methodisch gelenkte Interpretation hat den Vorteil, dass sie nachvollziehbare und prüfbare Ergebnisse liefert, also das Wissen über einen Text vermehren kann und nicht nur die subjektive Meinung des Interpreten wiedergibt. Es gibt jedoch auch Literaturwissenschaftler und Philosophen, die bestreiten, dass sich Texte methodisch geleitet interpretieren lassen.
Die Textinterpretation kann sich als textimmanente Interpretation auf eine Analyse auf der Basis von Inhalt und sprachlicher Gestaltung des Texts selbst beschränken. Sie kann darüber hinaus psychologisches, soziologisches und historisches Wissen einbeziehen. Auch die Biografie des Autors kann Hintergrund der Interpretation sein.
Bei einer Textinterpretation, die im wissenschaftlichen Rahmen (z. B. in der Literaturwissenschaft) vorgenommen wird, müssen die aufgestellten Behauptungen am Text belegt werden, so z. B. durch Zitate oder durch Bezug auf relevante Eigenschaften des Textes, seine sprachlichen Gestaltung usw. Werden einem Text Bedeutungen oder bestimmte Wirkungen unterstellt, die nicht nachgewiesen werden können, wird das als Eisegese bezeichnet.
Ein Ziel der Textinterpretation kann es sein, die verschiedenen Bedeutungsebenen eines Textes aufzuschlüsseln. Ein Roman kann z. B. einerseits die Beschreibung eines exemplarischen Menschenlebens sein, gleichzeitig kann er aber auch weitere Bedeutungsebenen haben: eine kritische Stellungnahme zu politischen Verhältnissen der Zeit, in der er spielt und/oder der Zeit, in der er geschrieben bzw. publiziert wurde; darüber hinaus kann er über Symbole und Allegorien zahlreiche Sachverhalte ansprechen, die im Text ansonsten nicht ausdrücklich zur Sprache kommen. Ein Text kann auf andere Werke reagieren, sie zitieren, parodieren oder sich von ihnen distanzieren usw. (Intertextualität)

## Geschichte

### Theologische Textinterpretation
Ebenso wie der Textbegriff stammt die Praxis der Textinterpretation aus der Theologie. Die biblische Exegese war für die Auslegung schwieriger Textpassagen zuständig. Ihre Alltagspraxis fand und findet sie primär in der Schriftauslegung im Gottesdienst. Entscheidender wurde die Textinterpretation beim Aufbau der theologischen Streitkultur und der Auffächerung der sich auf Texte stützenden Religionen in Sekten und Konfessionen. Textpassagen pflegen einander zu widersprechen – gleichzeitig kann Gottes Wort per definitionem nicht in sich widersprüchlich sein. Die Textinterpretation wird notwendig, um Widersprüche zu harmonisieren, festzulegen, was wörtlich und was in einem „übertragenen Sinn“ zu nehmen ist. Religiöse Alltagspraxis basiert fundamental auf Textinterpretation: Wie wörtlich ist etwa die Fleischwerdung Christi in der Eucharistie zu nehmen? An den gewagten Textinterpretationen scheiden sich letztlich die Konfessionen.

### Der Ausgriff der theologischen Textinterpretation auf den Roman in den 1670ern
In den 1670ern wurde die Textinterpretation erstmals auf das Gebiet fiktionaler Texte ausgeweitet, vom Roman über das Gleichnis, die Fabel bis zur Novelle. Als der Roman in der zweiten Hälfte des 18. Jahrhunderts Teil des poetologischen Gattungsspektrums wurde, griff die Textinterpretation von hier aus auf die Diskussion poetischer Texte aus – jener Texte, die im Lauf der nächsten Jahrzehnte zu den „literarischen“ avancieren.
Fiktionale Texte wurden bis ca. 1670 in aller Regel nicht interpretiert. Der erste Versuch, die Praxis der Textinterpretation auf das Terrain fiktionaler Texte auszudehnen, kam konsequenterweise von einem Theologen: Pierre Daniel Huet schlug vor, Romane und Poesie als fiktionale Schriften zu klassifizieren und diese zu interpretieren (siehe sein Traitté de l’origine des romans wie seine Schrift De interpretatione). Sie sollten, so die aufsehenerregende Theorie, Aufschluss über die Zeiten und Kulturen geben, die diese Werke hervorbrachten. Huets Vorstoß blieb jedoch für gut 100 Jahre folgenlos. Fiktionale Texte galten nach wie vor als Gegenstand, der zu niedrig und zu anstößig war, um Gegenstand ernsthafter Auslegung zu werden.

### Die Textinterpretation erobert die Literaturdebatte
Die ursprüngliche Poesiekritik war poetologisch ausgerichtet: Sie suchte nach sprachlichen Meisterleistungen, die sich an poetischen Regeln orientierten. Die Regelpoetik, die etwa ein Johann Christoph Gottsched formulierte, sollte jedermann zur richtigen und „schönen“ Dichtung anleiten. Über die Regeln wurde heftig diskutiert. Um 1730 kam als weitere Richtschnur des Urteils über Texte der „Geschmack“ auf.
Die Lage änderte sich, als mit der zweiten Hälfte des 18. Jahrhunderts die Poesie – in nationale Textcorpora aufgeteilt – Gegenstand einer neuen Auslegungspraxis wurde. Um 1750 wurde der Roman in den Korpus nationaler Dichtungen aufgenommen. Damit wurde auch Huets Anstoß zu ihrer Interpretation importiert.
Ganz entscheidend trug die Textinterpretation dazu bei, den Romanmarkt, der sich unter ihr ausbildete, zu entskandalisieren. Schlüsselromane beherrschten zuvor das Terrain, nun wurde dagegen nach tieferen, wahreren Bedeutungen gefragt. Texte, die diskutiert werden wollten, mussten „Wahrheit“ aufweisen und gewannen umgekehrt eine Tiefe und Interpretierbarkeit, die vor den 1760ern kaum angestrebt wurde.
Auch die Intention des Autors wurde mit der Textinterpretation zu einer relevanten Frage. Bis dahin wurden Romane kaum mit einer Frage nach den Autoren gelesen. Die Frage der Autorschaft war nur dann interessant, wenn der Verdacht auf Rufmord vorlag. Ab etwa 1760 wurden Romane jedoch zunehmend nach den Gefühlen und Absichten ihrer Autoren befragt. Damit wurde auch die Stellung des Autors im literarischen Diskurs immer wichtiger und steigerte sich bis zum Geniekult um einen Goethe oder Schiller.

### Institutionalisierung und Ausdifferenzierung der Textinterpretation
Bald verstand man Textinterpretation als ein methodisches Verfahren, mit dessen Hilfe man den Autor „besser verstehen konnte, als dieser sich selbst verstand“ (Schleiermacher). Die Textinterpretation wurde nun zu einem wichtigen Gebiet einer spezialisierten Wissenschaft, der Philologie. Sie wurde Gegenstand einer eigenen Methodenlehre, der Hermeneutik. Über Publikationen und die Ausbildung von Lehrern konnte die philologische Textinterpretation nun auch Einfluss auf die Lektüren und Lektüreweisen der Restbevölkerung nehmen. Ab diesem Zeitpunkt war Textinterpretation ein akademisches Fach, das an Universitäten institutionell verankert war und an Schulen gelehrt wurde.
Die Philologie des 19. Jahrhunderts und ihre Hermeneutik ist tief in den Historismus eingebettet. Bedeutungen von Texten wurden auf die Bewusstseinsinhalte der Autoren zu einem bestimmten historischen Moment hin gelesen. Für diese historistische Textinterpretation steht exemplarisch Wilhelm Diltheys hermeneutische Methodenlehre, von ihm auch als „Kritik der historischen Vernunft“ bezeichnet, ihre Tradition wirkt besonders in Deutschland mit Hans Georg Gadamer bis heute nach.
Bereits die Romantik entdeckte jedoch weitere Potenziale der Textinterpretation: Ein Text konnte Bedeutungen bergen, die der Autor nicht absichtlich eingebaut hatte oder geradezu zu unterdrücken versuchte. Ein Text trug seine Bedeutung mit und ohne Autor, so der neue Hinweis. Die Textinterpretation der Psychoanalyse interessierte sich nur noch für die „latente“, dem Unbewussten des Autors entspringende Bedeutung des Textes. Sigmund Freud gilt als ihr Pionier; als literaturwissenschaftliches Verfahren erlebte sie ihre große Zeit jedoch erst in den 1960er und 70er Jahren.
In den 1930er Jahren setzte sich vor allem in den USA die Praxis der textimmanenten Interpretation durch. Sie verzichtet absichtlich auf externe Referenzen wie die Intention des Autors oder das historische Umfeld. Texte werden nur auf ihre internen Strukturen und Bedeutungen hin gelesen. So entwickelte sich in den 30er und 40er Jahren eine überaus genaue, „mikrologische“ Lektürepraxis, die Close Reading genannt wurde. Ihre Tradition hält vor allem an den US-amerikanischen Universitäten nach wie vor an. In neuerer Zeit fand sie vor allem im Poststrukturalismus und in der Dekonstruktion eine Art „Generalüberholung“.
Seit etwa 1920er Jahren gibt es auch eine marxistische Textinterpretation, als deren Pioniere – auf unterschiedliche Art und Weise – Georg Lukács und Walter Benjamin gelten können. Sie beharrte darauf, dass die Literaturwissenschaft Texte auf die Entwicklung der Gesellschaft – insbesondere der Ökonomie hin interpretierte. Gesellschaft und Literatur sollten sich zueinander verhalten wie Basis und Überbau. Besonders in den 60er und 70er Jahren wurden im Zuge der Hochschulreformen und der linksgerichteten Studentenbewegung marxistische Lektüren in der Literaturwissenschaft bevorzugt.
Die feministische Textinterpretation entstand im Laufe der 70er Jahre aus dem marxistischen Kontext. Mittlerweile ist sie als Studienfach Gender Studies institutionell verankert.
In den USA fand die marxistische Lektüreweise über die Cultural Studies auch Eingang in die Literaturwissenschaft. Im New Historicism, der Anfang der 1980er Jahre seinen Siegeszug antrat, wurde eine neue Fragerichtung eingeschlagen, die sowohl in der marxistischen Tradition nach ökonomischen Bedingungen wie auch in der Tradition von Michel Foucault nach Machtstrukturen der Literatur fragte. Für den amerikanischen Kontext war das neue Interesse am historischen Umfeld von Texten eine radikale Umorientierung, während diese Tradition an deutschen Universitäten nie abgerissen war.

## Interpretation und Politik
Grundlegendes Merkmal der Textinterpretation ist, dass mit ihr der sekundäre Diskurs (Kommentar) Macht gegenüber seinem primären Diskussionsgegenstand (Text) gewinnt. Der Kommentar entfaltet den Text, schafft Diskussionsmöglichkeiten, wagt angreifbare Auslegungen. Beliebige Themen werden mit ihr anhand des jeweils ausgesuchten fiktionalen Textes debattierbar. Damit werden sie nicht unbedingt politisch brisant: Man diskutiert ja lediglich über die Bedeutung fiktionaler Texte. Der Interpretierende kann sich jederzeit von der Debatte, die er im Text auffindet und die er mit seiner Interpretation in Szene setzt, distanzieren – er ist hier letztlich nur Untersuchender, Rätselnder, Fragender, Forscher.
Dies ist ein wichtiger Grund, warum die Interpretation fiktionaler Werke mit der zweiten Hälfte des 18. Jahrhunderts so interessant wurde: Sie erlaubte Debatten, die sich an anderen Gegenständen kaum so frei führen ließen. Entsprechend rigide fielen die Maßnahmen der verschiedenen politischen Systeme im 19. und 20. Jahrhundert aus, die Interpretation fiktionaler Literatur über die Erstellung von Lehrplänen und die Besetzung von Lehrstühlen zu steuern. Hier spiegelt die Geschichte der Textinterpretation sowohl die Säkularisierungstendenzen des späten 18. und frühen 19. Jahrhunderts wider, wie die gesellschaftsweiten Auseinandersetzungen, die die Literaturdiskussion seit dem Anfang des 19. Jahrhunderts eroberten.